# スカジ (北欧神話)

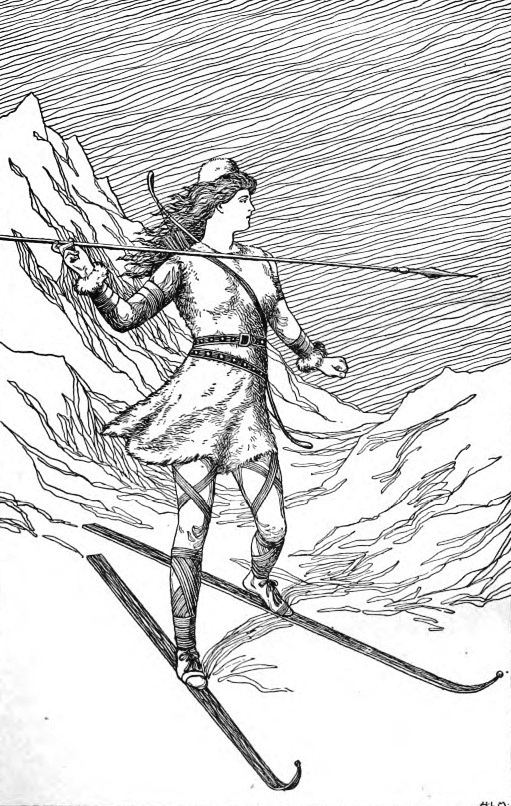
1901年に描かれたスカジ。

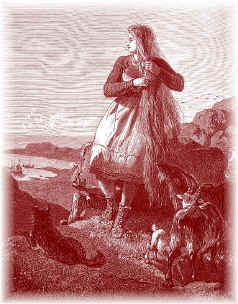
ローランス・フレーリクが描いたスカジ。

スカジ（古ノルド語: Skaði [ˈskɑðe]、英語: Skathi、Skade、Skadi、スカディとも）は、北欧神話に登場する女の巨人である。

## 概要
巨人スィアチの娘で、アルヴァルディの孫。ニョルズの妻。ある伝承では、フレイの母といわれている。
スカディ(skadi)はドイツ語などによる名称で、古ノルド語やアイスランド語ではスカジ(Skaði)という。その名前は「傷つくる者」、「損害、危害、死」を意味する。また、ゴート語の「skadus」（「影」の意）、古英語の「sceadu」（「影、暗闇」の意）に関連する名前だという。また、スカンディナヴィアの語源ともいう。
巨人とされるが、本来は山の女神と考えられる。北欧各地に、スカジ(Skaði)にちなんだ「Skædhvi」といった地名が多く残っている。弓矢を得意とする狩猟の女神ともされ、山で暮らしている。「スキーの女神」を意味する「オンドゥル・ディース」または「アンドルディース」(古ノルド語: Öndurdís)とも呼ばれる。さらに『古エッダ』の『グリームニルの言葉』第11節では「神々の麗しい花嫁」と称される。

## 神話

### 『詩語法』

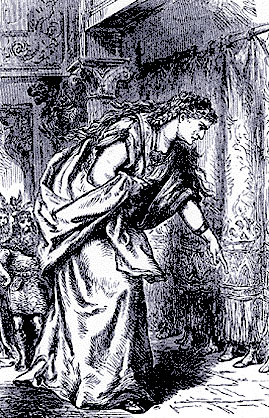
アース神族の男達の足だけを見せられるスカジ。

『スノッリのエッダ』第二部『詩語法』では次のような話が紹介されている。ロキを追ってアースガルズに侵入してしまった父スィアチが神々に殺されると、スカジは仇を討つべくアースガルズに乗り込んだ。アース神族は彼女に和解をもちかけ、アース神族との結婚を勧めた。スカジは神々の中で一番の美男子バルドルを選びたかったが、神々が出した条件によって布を被った男神たちの足だけを見て判断せねばならなくなり、結果、当てがはずれニョルズと結婚させられるはめとなった。
スカジは和解の条件として「自らを笑わせてみよ」とも求めていた。スカジを笑わせるために、ロキが自身の陰嚢と牝山羊の髭とを紐でつないで綱引きをするという余興を行うことで怒りをなだめた。
さらに、オーディンはスィアチの両眼を天へ投げ上げ、2つの星にし、彼女はこれを喜んだ。

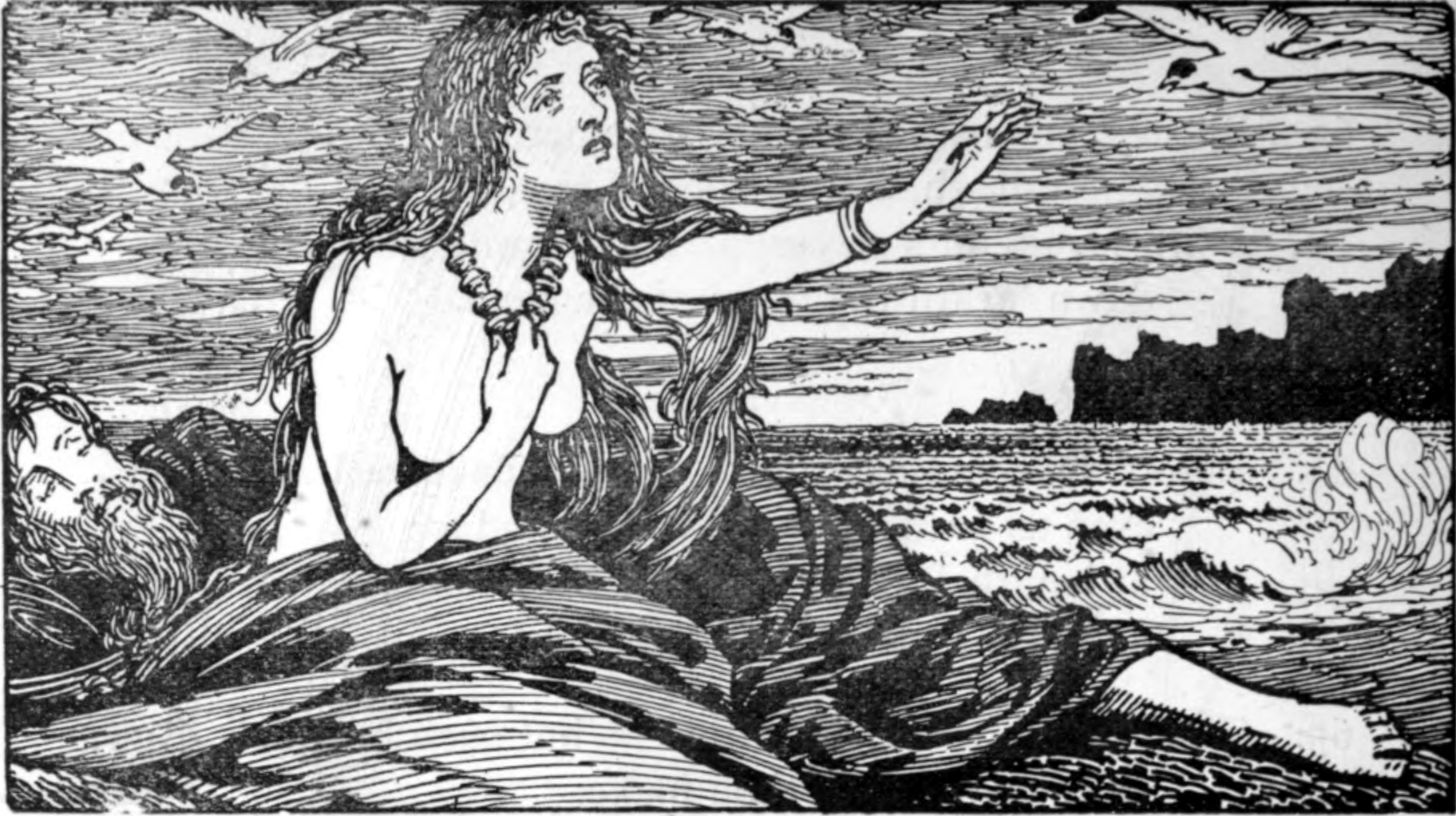
コリングウッドが描いたスカジとニョルズ。

その後、スカジとニョルズは同居し始めたが、本来彼女は山の守り神としての色が濃く、海の守り神として崇められるニョルズとの結婚がうまくいくはずもなかった。
当初はそれぞれの統治する山と海辺とを交互に往復していたが、彼女にとって海辺の家はカモメの鳴き声が不快でならず、またニョルズにとっても夜に聞こえる狼の遠吠えは苦痛であった。そのため、自然と両者は別れ、スカジは山にある父の遺した館スリュムヘイムで暮らすようになったという。
H.R.エリス・デイヴィッドソンはこの物語に隠された過去の祭礼を見いだしている。すなわち、9日間の祭礼の間に「聖なる結婚」が行なわれ、片方の神が片方の神の奉られた場所へ運ばれたという祭祀が反映しているという解釈である。
また、スカジとニョルズの結婚は、サクソ・グラマティクスが述べるハディングスとレグニルダの結婚とよく似ているため、古くからその類似が論じられている。

### その他の神話
『古エッダ』の『ロキの口論』によるとスカジはロキとも関係を持った事を暴露されているが、そのロキが縛られたとき、スカジはロキの顔に蛇の毒がしたたるようにする。
別の伝承では、スカジはニョルズと別れた後一人で暮らしていたが、自分と同じように弓とスキーを得意とするウルと出会い、スリュムヘイムで一緒に暮らしたという。
『ユングリング家のサガ』第8章では、スカジはニョルズと結婚したが理由は不明ながらやはり別れている。その後オーディンと結婚し、セーミングをはじめ多くの息子をもうけたという。
これに関連して、10世紀のノルウェーの〈剽窃詩人〉エイヴィンドは、その詩『ハーレイギャタル』において、彼が仕えていたハーコン大公をセーミングの子孫だと謡っている。スカジとオーディンは、神々の世界であるゴズヘイマル(Goðheimar)またはゴズヘイム（大スヴィーショーズ）ではなくマンヘイマル(Mannheimar)またはマナヘイム（スヴィーショーズ）でセーミングをもうけたが、彼がハーコン大公の父方の祖先であるという。また、セーミングの子孫とハーコン大公の祖先はノルウェー北部のハーロガランドの人々に属している（詩人エイヴィンドもハーロガランド出身）。スカジの出身地であるヨトゥンヘイム(Jötunheimr)の名は神話の地名であると同時にラップランドの一部（ハーロガランドの北のフィンマルク）も意味していたと考えられ、そしてスカジがスキーと弓での狩りを得意とすることはラップ人と共通するところであり、研究者ヘルマン・パウルソンはスカジとハーコン大公の祖先に関連がみられても「驚くにはあたらない」と指摘している。
『ユングリング家のサガ』第8章には、スカジに関して前述の〈剽窃詩人〉エイヴィンドが作った詩が紹介されており、そこでスカジは「鉄の森に住む者」、「雪靴の女神」というケニングで呼ばれている。